# Университет Центральной Флориды
Университет Центральной Флориды (англ. University of Central Florida, UCF) — американский исследовательский университет в городе Орландо, штат Флорида. 
Это второй университет в США по количеству студентов. 
В центральной Флориде расположено 15 корпусов университета. 
В университете доступно 573 программы очного обучения и 99 программ для дистанционного обучения студентов. Наиболее популярные направления подготовки студентов, в процентном соотношении по количеству учащихся:
- 21 % — Бизнес, менеджмент, маркетинг, и сопутствующие направления.
- 14 % — Здравоохранение и близкие направления.
- 9 % — Психология.
- 8 % — Образование.
- 6 % — Инженерия.

Для студентов университет предоставляет консультации по обучению и трудоустройству, общежития и питание. Количество иностранных студентов университета достигает 2 % относительно общего количества учащихся.
В 2016 году, в рейтинге по версии журнала U.S. News & World Report университет занял 91-е место среди всех государственных университетов.